# Liste von Sportstätten für Basketball in Spanien
Diese Liste ist eine Aufstellung von Sportstätten für Basketball in Spanien. Hier sind aktuelle und ehemalige Profi-Basketballvereine unabhängig von ihrer aktuellen Ligazugehörigkeit und ob ein Vereinsprofil auf Wikipedia existiert aufgeführt. Gegebenenfalls sind pro Verein auch mehrere Sportstätten gelistet. Auch Sportstätten, wo einmalige Basketballveranstaltungen stattfanden oder stattfinden werden (zum Beispiel Olympia, WM, EM), sind aufgeführt. Diese Tabelle erhebt keinen Anspruch auf Vollständigkeit.
-
| Team                                     | Stadt                      | Halle                                                                | Plätze                        | Photo Innenansicht | Photo Außenansicht  |
| ---------------------------------------- | -------------------------- | -------------------------------------------------------------------- | ----------------------------- | ------------------ | ------------------- |
| Básquet Coruña                           | A Coruña                   | Pazo dos Deportes de Riazor                                          | 4.425 (auf 5.000 erweiterbar) |                    |                     |
| Albacete Basket                          | Albacete                   | Pabellón del Parque                                                  | 2.500                         |                    |                     |
| Fundación Lucentum Baloncesto            | Alicante                   | Pabellón Pedro Ferrándiz                                             | 5.425                         |                    |                     |
| CB Lucentum Alicante                     | Alicante                   | Pabellón Pedro Ferrándiz                                             | 5.425                         |                    |                     |
| CB Almansa                               | Almansa                    | Polideportivo Municipal de Almansa                                   | 1.500                         |                    |                     |
| Zornotza ST                              | Amorebieta-Etxano          | Polideportivo Larrea                                                 | 600                           |                    |                     |
| BC Andorra                               | Andorra la Vella           | Poliesportiu d’Andorra                                               | 5.000                         |                    |                     |
| Óbila CB                                 | Ávila                      | Multiusos Carlos Sastre                                              | 1.400 (2.000)                 |                    |                     |
| Iraurgi SB                               | Azpeitia                   | Polideportivo Municipal de Azpeitia                                  | 900                           |                    |                     |
| Basket Azuqueca                          | Azuqueca de Henares        | Polideportivo La Paz                                                 |                               |                    |                     |
| Joventut de Badalona                     | Badalona                   | Palau Municipal d'Esports                                            | 8.500                         |                    |                     |
| FC Barçelona Basketball A                | Barcelona                  | Palau Blaugrana                                                      | 7.585                         |                    |                     |
| FC Barçelona Basketball A                | Barcelona                  | Palau Sant Jordi                                                     | 17.000                        |                    |                     |
| Espanyol Barcelona                       | Barcelona                  | Palau dels Esports de Barcelona (jetzt ein Theater/Konzertstätte)    | 3.500                         |                    |                     |
| Picadero Jockey Club                     | Barcelona                  |                                                                      |                               |                    |                     |
| FC Barcelona Basketball B                | Sant Joan Despí            | Ciutat Esportiva Joan Gamper                                         | 472                           |                    |                     |
| Club Polideportivo Bembibre              | Bembibre                   | Bembibre Arena                                                       | 1.500                         |                    |                     |
| CB Bilbao Berri                          | Bilbao                     | Bilbao Arena                                                         | 10.014                        |                    |                     |
| CB Bilbao Berri                          | Bilbao                     | Bizkaia Arena                                                        | 15.483                        |                    |                     |
| CB Bilbao Berri                          | Bilbao                     | Pabellón Municipal de Deportes La Casilla                            | 5.000                         |                    |                     |
| CB Miraflores                            | Burgos                     | Coliseum Burgos                                                      | 9.352                         |                    |                     |
| CB Miraflores                            | Burgos                     | Polideportivo El Plantío                                             | 3.150 statt 2.432             |                    |                     |
| CB Tizona                                | Burgos                     | Polideportivo El Plantío                                             | 2.432                         |                    |                     |
| Basket Burgos 2002                       | Burgos                     | Polideportivo El Plantío                                             | 2.432                         |                    |                     |
| CB Atapuerca                             | Burgos                     | Polideportivo El Plantío                                             | 2.432                         |                    |                     |
| CB Ciudad de Burgos                      | Burgos                     | Polideportivo El Plantío                                             | 2.432                         |                    |                     |
| Cáceres CB                               | Cáceres                    | Multiusos Ciudad de Cáceres                                          | 6.500                         |                    |                     |
| Cáceres Ciudad del Baloncesto            | Cáceres                    | Multiusos Ciudad de Cáceres                                          | 6.500                         |                    |                     |
| TAU Castelló/AB Castelló                 | Castellón de la Plana      | Pabellón Ciutat de Castelló                                          | 6.000                         |                    |                     |
| CB Collado Villalba                      | Collado Villalba           | Pabellón Municipal de Villalba                                       | 3.500                         |                    |                     |
| CB Cornellà                              | Cornellà de Llobregat      | Nou Parc Baix Llobregat                                              |                               |                    |                     |
| CB Prat                                  | El Prat de Llobregat       | Pavelló Joan Busquets                                                | 500                           |                    |                     |
| Ferrol CB                                | Ferrol                     | A Malata                                                             | 5.000                         |                    |                     |
| CB OAR Ferrol                            | Ferrol                     | A Malata                                                             | 5.000                         |                    |                     |
| Baloncesto Fuenlabrada                   | Fuenlabrada                | Polideportivo Fernando Martín                                        | 5.700                         |                    |                     |
| UPB Gandia                               | Gandia                     | Pavelló Municipal de Gandia                                          | 1.500                         |                    |                     |
| Círculo Gijón                            | Gijón                      | Palacio de Deportes de Gijón                                         | 5.197                         |                    |                     |
| Gijón Basket                             | Gijón                      | Palacio de Deportes de Gijón                                         | 5.197                         |                    |                     |
| Gijón Baloncesto                         | Gijón                      | Palacio de Deportes de Gijón                                         | 5.197                         |                    |                     |
| Gernika KESB                             | Gernika                    | Maloste                                                              | 800                           |                    |                     |
| Bàsquet Girona                           | Girona                     | Palau Girona-Fontajau                                                | 5.500                         |                    |                     |
| CB Girona                                | Girona                     | Palau Girona-Fontajau                                                | 5.500                         |                    |                     |
| Uni Girona CB                            | Girona                     | Palau Girona-Fontajau                                                | 5.500                         |                    |                     |
| CB Granada                               | Granada                    | Palacio Municipal de Deportes de Granada                             | 7.358                         |                    |                     |
| Fundación CB Granada                     | Granada                    | Palacio Municipal de Deportes de Granada                             | 7.358                         |                    |                     |
| CB Peñas Huesca                          | Huesca                     | Palacio Municipal de Huesca                                          | 4.900                         |                    |                     |
| CB L'Hospitalet                          | L'Hospitalet               | Nou Pavelló del Centre                                               | 700                           |                    |                     |
| CP La Roda                               | La Roda                    | Juan José Lozano Jareño                                              | 500                           |                    |                     |
| AE Sedis Bàsquet                         | La Seu d'Urgell            | Palau d'Esports                                                      | 800                           |                    |                     |
| CB Islas Canarias                        | Las Palmas de Gran Canaria | Pabellón La Paterna                                                  | 1.000                         |                    |                     |
| CB Gran Canaria                          | Las Palmas de Gran Canaria | Gran Canaria Arena                                                   | 9.870                         |                    |                     |
| Força Lleida CE                          | Lleida                     | Pavelló Barris Nord                                                  | 6.100                         |                    | Pavelló Barris Nord |
| CE Lleida Bàsquet                        | Lleida                     | Pavelló Barris Nord                                                  | 6.100                         |                    | Pavelló Barris Nord |
| CB Clavijo (Club Baloncesto Clavijo)     | Logroño                    | Palacio de los Deportes de La Rioja                                  | 4.500                         |                    |                     |
| Club Deportivo Promete                   | Logroño                    | CDM Lobete                                                           | 1.100                         |                    |                     |
| CB Breogán                               | Lugo                       | Pazo dos Deportes de Lugo                                            | 5.310                         |                    |                     |
| Club Baloncesto Inmobanco (CB Inmobanco) | Madrid                     | Polideportivo de la calle Pez Volador                                | 800                           |                    |                     |
| Real Canoe NC                            | Madrid                     | Polideportivo de la calle Pez Volador                                | 800                           |                    |                     |
| CB Estudiantes                           | Madrid                     | WiZink Center                                                        | 13.109                        |                    |                     |
| CB Estudiantes                           | Madrid                     | Polideportivo Antonio Magariños                                      | 600                           |                    |                     |
| CB Estudiantes                           | Madrid                     | Palacio Vistalegre                                                   | 15.000                        |                    |                     |
| CB Estudiantes                           | Madrid                     | Madrid Arena                                                         | 10.276                        |                    |                     |
| Real Madrid (Basketball)                 | Madrid                     | WiZink Center                                                        | 13.109                        |                    |                     |
| Real Madrid (Basketball)                 | Madrid                     | Pabellón Raimundo Saporta                                            | 5.200                         |                    |                     |
| Real Madrid (Basketball)                 | Madrid                     | Caja Mágica (eigentlich eine Tennisanlage)                           | 12.442                        |                    |                     |
| Real Madrid (Basketball)                 | Madrid                     | Palacio Vistalegre                                                   | 15.000                        |                    |                     |
| CB Menorca                               | Mahón                      | Pavelló Menorca                                                      | 5.115                         |                    |                     |
| CB Málaga                                | Málaga                     | Palacio de Deportes José María Martín Carpena                        | 11.300                        |                    |                     |
| Bàsquet Manresa                          | Manresa                    | Pavelló Nou Congost                                                  | 5.000                         |                    |                     |
| CB Marín Peixegalego                     | Marín                      | Pabellón de A Raña                                                   | 2.000                         |                    |                     |
| Club Melilla Baloncesto                  | Melilla                    | Pabellón Javier Imbroda Ortiz                                        | 3.800                         |                    |                     |
| CB Morón                                 | Morón de la Frontera       | Pabellón de la Alameda                                               | 600                           |                    |                     |
| Real Murcia                              | Murcia                     | Príncipe de Asturias                                                 | 3.500                         |                    |                     |
| CB Murcia                                | Murcia                     | Palacio de Deportes de Murcia                                        | 7.454                         |                    |                     |
| Club Ourense Baloncesto                  | Ourense                    | Pazo dos Deportes Paco Paz                                           | 6.000                         |                    |                     |
| Oviedo CB                                | Oviedo                     | Polideportivo de Pumarín                                             | 1.138                         |                    |                     |
| Palencia Baloncesto                      | Palencia                   | Pabellón Municipal                                                   | 5.000                         |                    |                     |
| CB Bahía San Agustín                     | Palma                      | Palau Municipal d'Esports Son Moix                                   | 3.920                         |                    |                     |
| Basket Navarra Club                      | Pamplona                   | Pabellón de Arrosadia                                                | 1.500                         |                    |                     |
| CB Extremadura Plasencia                 | Plasencia                  | Pabellón Ciudad de Plasencia                                         | 2.500                         |                    |                     |
| CDB Rivas                                | Rivas-Vaciamadrid          | Pabellón Cerro del Telégrafo                                         | 2.000                         |                    |                     |
| CB Tormes                                | Salamanca                  | Pabellón de Wurzburg                                                 | 4.000                         |                    |                     |
| CB Avenida                               | Salamanca                  | Pabellón de Wurzburg                                                 | 4.000                         |                    |                     |
| CB 1939 Canarias                         | San Cristóbal de La Laguna | Pabellón Insular Santiago Martín                                     | 5.000                         |                    |                     |
| Añorga KKE                               | Donostia-San Sebastián     |                                                                      |                               |                    |                     |
| IDK Gipuzkoa                             | Donostia-San Sebastián     | Polideportivo Municipal José Antonio Gasca (Polideportivo de Anoeta) | 2.500                         |                    |                     |
| San Sebastián Gipuzkoa BC                | Donostia-San Sebastián     | Donostia Arena (Plaza de Toros de Illumbe)                           | 11.000                        |                    |                     |
| Obradoiro CAB                            | Santiago de Compostela     | Pavillón Multiusos Fontes do Sar                                     | 5.065                         |                    |                     |
| CI Rosalía de Castro                     | Santiago de Compostela     | Pavillón Instituto Rosalia de Castro                                 | 1.000                         |                    |                     |
| CB Santurtzi SK                          | Santurtzi                  | Polideportivo Municipal Santurtzi                                    |                               |                    |                     |
| Betis Sevilla (Basketball)               | Sevilla                    | Palacio Municipal de Deportes San Pablo                              | 7.626                         |                    |                     |
| CB Tarragona                             | Tarragona                  | Pabellón Municipal del Serrallo                                      | 1.800                         |                    |                     |
| CD Estela                                | Torrelavega                | Pabellón Vicente Trueba                                              | 2.500                         |                    |                     |
| CB Axarquía                              | Torre del Mar              | Pabellón de Los Guindos (in Málaga)                                  |                               |                    |                     |
| CB Axarquía                              | Torre del Mar              | Pabellón „Maestro Salvador Sánchez“ (in Torre del Mar)               | 900                           |                    |                     |
| Valencia Basket Club                     | Valencia                   | Pabellón Fuente de San Luis                                          | 9.000                         |                    |                     |
| Valencia Basket Club                     | Valencia                   | Roig Arena                                                           | 15.600                        |                    |                     |
| Ros Casares Valencia                     | Valencia                   | Pabellón Fuente de San Luis                                          | 9.000                         |                    |                     |
| Ros Casares Valencia                     | Godella                    | Pavelló Municipal de Godella                                         |                               |                    |                     |
| CB Valladolid                            | Valladolid                 | Pabellón Polideportivo Pisuerga                                      | 6.800                         |                    |                     |
| Real Valladolid                          | Valladolid                 | Pabellón Polideportivo Pisuerga                                      | 6.800                         |                    |                     |
| CB Valls                                 | Valls                      | Pavelló Joana Ballart                                                | 1.500                         |                    |                     |
| CB Vic                                   | Vic                        | Pavelló Municipal Castell d'en Planes                                | 2.000                         |                    |                     |
| CB Villarrobledo                         | Villarrobledo              | Pabellón del Barrio de los Pintores                                  |                               |                    |                     |
| Saski Baskonia                           | Vitoria-Gasteiz            | Fernando Buesa Arena                                                 | 15.504                        |                    |                     |
| Araski AES                               | Vitoria-Gasteiz            | Polideportivo Mendizorrotza                                          | 2.603                         |                    |                     |
| Saski Baskonia B                         | Vitoria-Gasteiz            | Polideportivo Mendizorrotza                                          | 2.603                         |                    |                     |
| Araberri BC                              | Vitoria-Gasteiz            | Polideportivo Mendizorrotza                                          | 2.603                         |                    |                     |
| CD Zamarat                               | Zamora                     | Pabellón de Deportes Ángel Nieto                                     | 2.200                         |                    |                     |
| CB Zamora                                | Zamora                     | Pabellón de Deportes Ángel Nieto                                     | 2.200                         |                    |                     |
| CDB Zaragoza                             | Zaragoza                   | La Almozara                                                          |                               |                    |                     |
| CDB Zaragoza                             | Zaragoza                   | Pabellón Eduardo Lastrada / Stadium Casablanca                       | 810                           |                    |                     |
| CB Saragossa                             | Zaragoza                   |                                                                      |                               |                    |                     |
| Basket Saragossa 2002                    | Zaragoza                   | Pabellón Príncipe Felipe                                             | 10.744                        |                    |                     |